# Търсачът
„Търсачът“ (на английски: The Water Diviner) е драматичен филм от 2014 г. с участието на Ръсел Кроу, който е режисьор на филма, по сценарий на Андрю Анастасиос и Андрю Найт. Във филма още участват Олга Куриленко, Джаи Кортни, Джем Йълмаз, Йълмаз Ердоган и Жаклин Маккензи.

## Актьорски състав
| Актьор           | Роля                                |
| ---------------- | ----------------------------------- |
| Ръсел Кроу       | Джошуа Конър – австралийски фермер  |
| Олга Куриленко   | Айша – домакиня на хотел в Истанбул |
| Дилън Георгиадес | Орхан – син на Айша                 |
| Йълмаз Ердоган   | майор Хасан                         |
| Джем Йълмаз      | сержант Джемал                      |
| Джаи Кортни      | подполковник Хюз                    |
| Райън Кор        | Артър Конър                         |
| Жаклин Макензи   | Елиза Конър                         |
| Изабел Лукас     | Наталия                             |
| Мерт Фърат       | военен офицер                       |
| Даниел Уили      | капитан Чарлз Бриндли               |
| Деймън Хериман   | свещеник Макинтайър                 |
| Меган Гейл       | Фатма                               |
| Дениз Акдениз    | имам                                |
| Стив Бастони     | Омер                                |
| Джеймс Фрейзър   | Едуард Конър                        |
| Бен О'Тул        | Хенри Конър                         |
| Робърт Мамон     | полковник Демергелис                |